# Martha Schlag
Marie Martha Schlag (geborene Press; * 26. Februar 1875 in Zwickau; † 14. Juni 1956 in Karl-Marx-Stadt) war eine deutsche Politikerin. Sie war in der Weimarer Republik Abgeordnete des Sächsischen Landtages für die KPD und die SPD und Delegierte des  Vereinigungsparteitages von KPD und SPD zur SED.

## Leben
Schlag, Tochter eines Bergwerkzimmermanns, war als Dienstmädchen, Hausangestellte und Säuglingspflegerin tätig. Sie heiratete 1897 und übersiedelte 1906 nach Chemnitz. Hier arbeitete sie in verschiedenen Textilbetrieben. 1901 trat sie der SPD bei. Ab 1912 war sie Führerin der Chemnitzer Frauenbewegung, ab 1915 gehörte sie der Gruppe Internationale an. 1918 trat sie der USPD und dem Spartakusbund bei. Nach Ausbruch der Novemberrevolution war sie Mitglied im Chemnitzer Arbeiter- und Soldatenrat. Im Januar 1919 gehörte sie zu den Mitbegründerin der KPD in Chemnitz. Martha Schlag war Delegierte des III. Parteitages in Karlsruhe (1920) und des VII. Parteitages in Jena (1921). Während des Kapp-Putsches 1920 war sie im Auftrag der Zentrale der KPD Wanderrednerin und wurde in Wismar vom Freikorps „Baltikum“ verhaftet. Sie wurde jedoch von streikenden Arbeitern befreit. Martha Schlag gehörte dem Präsidium der I. Reichsfrauenkonferenz am 8. Dezember 1920 in Berlin an und fungierte von 1921 bis 1924 als hauptamtliche Frauensekretärin für die sächsischen KPD-Bezirke.
Am 9. Januar 1923 kam sie als Nachfolgerin für Ernst Grube in den Sächsischen Landtag. Martha Schlag gehörte dem rechten Parteiflügel der KPD an. 1924 trat sie von ihren Funktionen zurück, blieb aber zunächst Mitglied der Landtagsfraktion. Am 1. Februar 1925 trat sie wegen des ultralinken Kurses aus der KPD aus. Zehn Tage vorher hatte sie bereits ihren Austritt aus der KPD-Fraktion erklärt. Schlag schloss sich wieder der SPD an. Für die Sozialdemokraten zog sie erneut in den Sächsischen Landtag ein, dem sie bis 1933 angehörte.
Nach der „Machtergreifung“ der Nationalsozialisten 1933 war sie zunächst erwerbslos, später dann wieder als Hausgehilfin tätig. 1938/39 absolvierte sie eine kaufmännische Lehre und arbeitete von Mai 1940 bis März 1945 als Angestellte im Chemnitzer Wirtschaftsamt.
Nach Kriegsende wurde sie 1945 wieder Mitglied der SPD. Schlag war Delegierte des 40. Parteitages der SPD und des Vereinigungsparteitages mit der KPD im April 1946 in Berlin. Schlag wurde Mitglied des SED-Kreisvorstandes der SED und war bis 1947 in dessen Abteilung Statistik beschäftigt. Anschließend ging sie in den Ruhestand.